# Chrang Chamreh Muoy
Chrang Chamreh Muoy es una comuna (khum) del distrito de Russey Keo, en la provincia de Nom Pen, Camboya. En marzo de 2008 tenía una población estimada de 9948 habitantes.
Se encuentra ubicada junto a los ríos Mekong y Bassac, al sur del lago Sap (Tonlé Sap).